# Arjun Atwal

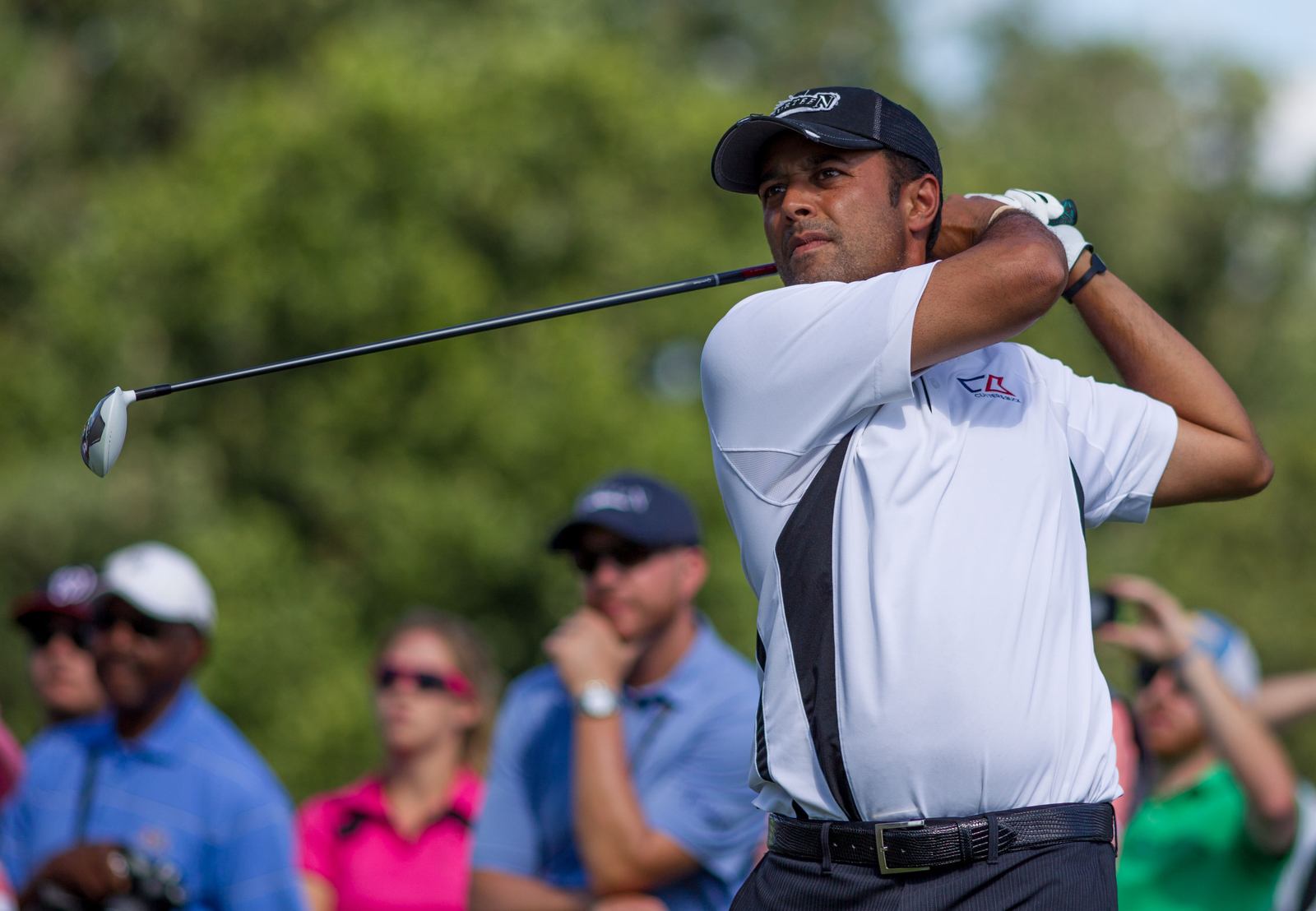

Arjun Atwal, född 20 mars 1973 i Asansol i Västbengalen i Indien, är en professionell golfspelare som har spelat på Asian Tour, PGA European Tour och som var den förste indiske spelaren som blev medlem på den amerikanska PGA-touren.
Atwal började att spela golf på Royal Calcutta Golf Club då han var 14 år gammal. Han studerade senare i två år på W. Tresper Clarke High School, Nassau County i delstaten New York. Efter att han blev professionell 1995 blev han en av de ledande spelarna på Asian Tour där han 2003 vann penningligan och blev den förste på den touren att vinna en miljon dollar då han vann det årets Hero Honda Masters på sin hemmabana. 
Atwal var den andre indiske golfspelaren som blev medlem på Europatouren efter Jeev Milka Singh och han var den förste indier som vann en europatourtävling med en segermarginal på fem slag i 2002 års Caltex Singapore Masters som är en gemensam tävling med Asian Tour. Hans andra europatourseger kom i 2003 års Carlsberg Malaysian Open. Senare samma år blev han 7:a i den amerikanska PGA-tourens kvalificeringsskola och fick därmed sitt PGA-kort för 2004. Den säsongen blev dock en besvikelse för honom då han slutade på 142:a plats i penningligan.
2005 var Atwal nära att vinna flera PGA-tävlingar och det närmaste en seger för honom var i BellSouth Classic i april då han kom till särspel tillsammans med Rich Beem, Jose Maria Olazabal, Brandt Jobe och Phil Mickelson. Mickelson vann tävlingen.
Atwal slutade på 82:a plats i penningligan 2005 och säkrade därmed sitt tourkort för 2006.

## Meriter

### Segrar på Europatouren
- 2002 Caltex Singapore Masters
- 2003 Malaysian Open
- 2008 Malaysian Open

### Segrar på Asian Tour
- 1995 DCM Open
- 1997 Classic Southern India Open
- 1999 Wills Indian Open
- 2000 Hero Honda Masters, Star Alliance Open
- 2003 Hero Honda Masters